# صعوه سیبری

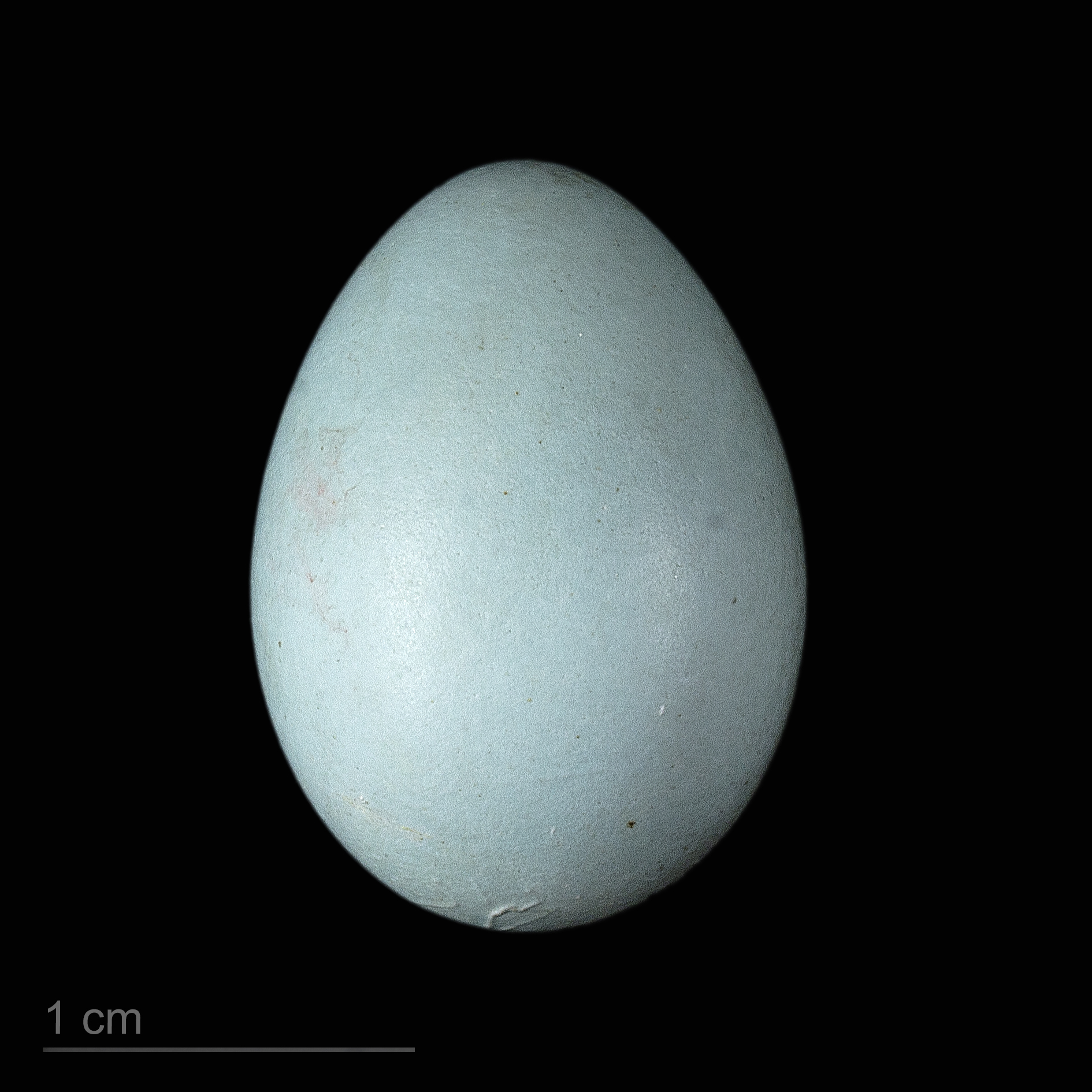
Prunella montanella

صعوه سیبری (نام علمی: Prunella montanella) نام یک گونه از راسته گنجشک‌سانان است.